# Tanger-Ville
Tanger-Ville (fra: Gare de Tanger-Ville) – stacja kolejowa w Tangerze, w regionie Tanger-Tetuan, w Maroku.
Otwarta została 27 sierpnia 2003. Budynek dworca Tanger-Ville ma powierzchnię 1880 m², centrum wielofunkcyjne mieszczące się na dwóch piętrach ma powierzchnię 2700 m², trzy perony pasażerskie, 4 tory, parking o powierzchni 3200 m² i mur graniczny. Koszt budowy stacji wyniósł 80 mln MAD i trwała ona 18 miesięcy.
Stacja Tanger-Ville zastąpiła starą i zniszczoną stację Mghogha.